# Bachhrawan
Bachhrawan es un pueblo y nagar Panchayat situado en el distrito de Rae Bareli en el estado de Uttar Pradesh (India). Su población es de 12521 habitantes (2011). 

## Demografía
Según el censo de 2011 la población de Bachhrawan era de 12521 habitantes, de los cuales 6474 eran hombres y 6047 eran mujeres. Bachhrawan tiene una tasa media de alfabetización del 82,20%, superior a la media estatal del 67,68%: la alfabetización masculina es del 88,20%, y la alfabetización femenina del 75,80%.